# Leonard Bramer

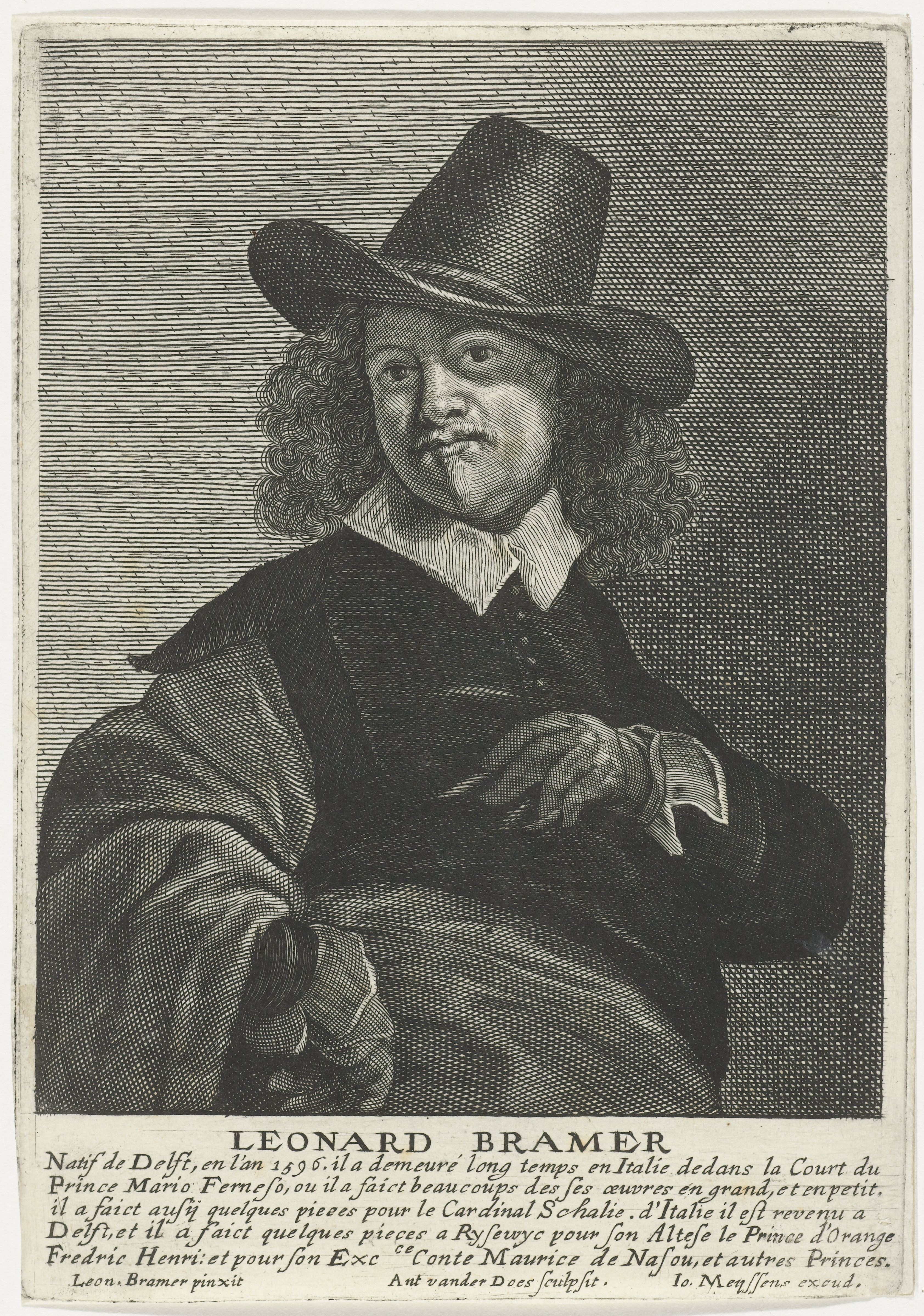
Afbeelding van Leonard Bramer in Het Gulden Cabinet van de Edel Vry Schilderconst van Cornelis de Bie

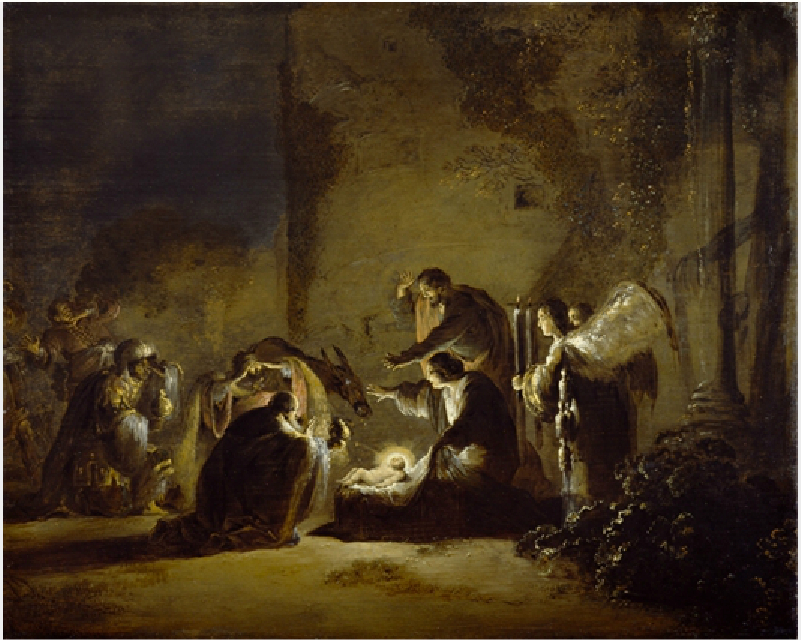
De aanbidding der koningen. Ca. 1633-1635

Leendert of Leonard Bramer (Delft, 24 december 1596 – begraven aldaar, 10 februari 1674) was een Nederlands kunstschilder, ontwerper en een van de weinige Nederlandse frescoschilders. Hij is in zijn stijl beïnvloed door Adam Elsheimer en Caravaggio. Zijn Italiaanse bijnaam was Leonardo della Notte vanwege de vele nachttaferelen.
Van zijn ouders of jeugd is niets bekend. In 1614, op 18-jarige leeftijd, begon hij een lange reis via Arras, Amiens, Parijs om in februari 1616 aan te komen in Aix-en-Provence. Daar ontmoette hij Wybrand de Geest en maakte een gedicht op hem. Vervolgens reisde hij via Marseille, Genua en Livorno naar Rome, waar hij later dat jaar aankwam. Bramer trok in bij de Goudse kunstenaar Wouter Crabeth II. In Rome was hij een van de oprichters van de Bentvueghels, een schildersgenootschap. Bij zijn initiatie kreeg hij de bijnaam Nestelghat. Bramer maakte ook uitstapjes naar Mantua en Venetië, naar verluidt om goederen af te leveren. Bramer bleef tot oktober 1627 in Italië.
Tegen het jaar 1628 was hij weer terug in Delft, waar hij toegelaten werd tot het plaatselijke Sint-Lucasgilde. In 1629 sloot hij zich aan bij de schutterij. Bramer is waarschijnlijk nooit getrouwd en ook niet als getuige opgetreden.
Bramer had een voorliefde voor drama en schilderde wel dertig keer De besnijdenis van Christus. Onder zijn Nederlandse opdrachtgevers bevonden zich leden van het huis Oranje, waaronder prins Frederik Hendrik, en de plaatselijke burgemeesters en schepenen. Hij ontwierp wandtapijten en maakte muur- en plafondschilderingen. De fresco's voor Huis Honselaarsdijk, Huis ter Nieuburch en het Delftse Prinsenhof zijn vanwege sloop of het Nederlandse klimaat niet bewaard gebleven.
In 1648 reisde hij opnieuw naar Rome. In 1653 was hij terug en verdedigde hij Johannes Vermeer toen de moeder van Vermeers toekomstige echtgenote probeerde te voorkomen dat Vermeer haar dochter trouwde. (Maria Thins stemde toe nadat Vermeer had beloofd katholiek te worden). Sommigen zien dat als aanwijzing dat Vermeer ooit Bramers leerling was, hoewel hun werkwijze en onderwerpen aanzienlijk verschillen. Het werk van Leonard Bramer is te zien in het Groninger Museum en bij Museum Bredius.